# Паназиатизм

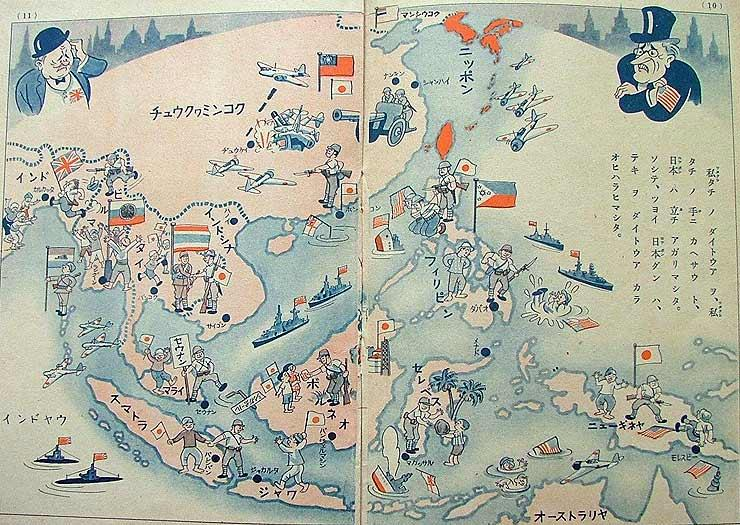
Японский паназиатский буклет периода Второй мировой войны, изображающий борьбу коренных народов Азии против западного колониализма.

Паназиати́зм (также азиатизм) — идейно-политическое течение, призывающее к единению, интеграции и гегемонии азиатских народов.

## Паназиатизм в Японии
Паназиатские идеи появились в Японии еще в начале XX века. После успешной модернизации Японии в эпоху Мэйдзи, многие японские мыслители стали выражать солидарность с азиатскими народами, страдающими под пятой западного империализма и колониализма. Первыми сторонниками паназиатской идеи в Японии стали Токити Таруи (1850-1922), который выступал за объединение Японии и Кореи для совместной обороны от европейских держав, и Кэнтаро Ой (1843-1922), который пытался создать внутреннее конституционное правительство в Японии и провести реформы в Корее. Усиление интереса к проблемам других народов Азии проявилась в научном интересе к культуре, религиям и языкам Индии. В 1899 году, в Токийском императорском университете была открыта кафедра санскрита и кави, а в 1903 году - кафедра сравнительного религиоведения. В 1900 году, индийскими студентами в Японии была основана Восточная молодежная ассоциация. Их антибританская и антиколониальная деятельность вызвала ужас у правительства доминиона после репортажа в лондонском Spectator. Победа в русско-японской войне вызвала укрепление паназиатизма в массовом сознании японского народа. Так же, интерес к паназиатизму после этих событий проявили Рабиндранат Тагор, Шри Ауробиндо и Сунь Ятсена.
Так же, паназиатистом был Тотэн Миядзаки, соратник Сунь Ятсена и японский республиканец. Критиком европейского колониализма и империализма был так же Окакура Какудзо (1862-1913), который видел в нём «разрушение красоты и гармонии». Он выступал за борьбу объединенной Азии против европейской цивилизации.
Наибольшую распространенность получил в Японской империи в эпоху правления императора Сёва. Одним из идеологов паназиатизма являлся Икки Кита.
Наибольший расцвет паназиатизма пришёлся на период Второй мировой войны. Японская пропаганда в рамках идеи Великой восточноазиатской сферы взаимного процветания насаждала паназиатскую идеологию на азиатских территориях, оккупированных японскими войсками. Для большей эффективности Япония поспособствовала образованию на этих территориях де-юре независимых государств, таких как государство Бирма, Маньчжоу-го, Азад Хинд и так далее. Главный паназиатский лозунг — Азия для азиатов — призывал к борьбе коренных азиатских народов против британского и американского колониализма.
В советских источниках паназиатизм неизменно ассоциируется с японским милитаризмом и империализмом. Так, словарь Ушакова характеризует понятие «паназиатизм» как:
…политику японского империализма, пропагандирующую идею «Азия для азиатов» с целью оправдания захватнических войн в Азии.

## Паназиатизм вне Японии
Сунь Ятсен был сторонником деколонизации Азии и рассматривал вариант объединения Азии, однако осуждая японские проекты. Один из китайских коммунистических идеологов, Ли Дачжао, так же выступал за освобождение азиатских народов и создание «великого азиатского союза» на условиях равноправия.
Смыкающийся с туранизмом вариант паназиатизма существует в Турции, причем турецкие паназиатисты во многом сочувствуют действиям Японии в ходе Второй Мировой войны.
В современной России концепции паназиатизма придерживается Ясеневистский Красно-Зеленый Фронт.